# Claire Motte
Claire Motte, nome d'arte di Renée Claire Éliane Motte (Belfort, 21 dicembre 1937 – Parigi, 16 luglio 1986) è stata una ballerina francese.

## Biografia
Claire Motte fu ammessa alla scuola di danza dell'Opéra di Parigi nel 1948 e lì fu allieva di Carlotta Zambelli e Yves Brieux. Quattro anni più tardi si unì al corps de ballet del Balletto dell'Opéra di Parigi; nel 1955 fu promossa a ballerina principale, mentre nel 1960 fu nominata danseuse étoile.
Danzò con la compagnia per i successivi diciannove anni, ballando spesso come partner di Jean-Pierre Bonnefoux prima del suo trasferimento all'American Ballet Theatre. Molto nota per le sue doti tecniche e drammatiche, nel 1965 fu la prima interprete del ruolo di Esmeralda nel Notre-Dame de Paris di Roland Petit. Dopo il ritiro dalle scene nel 1979, nel 1983 Rudol'f Nureev la volle come maitresse de ballet della compagnia.
Morì di cancro nel 1986 all'età di 48 anni.